# OGLE-TR-113
OGLE-TR-113是一個位在船底座的恆星，非常黯淡，星等只有14.42等，距離地球4900光年。目前已發現有一個行星環繞著它叫OGLE-TR-113b。